# Zucco
Luciano Lorenzini Zucco GOMM (Alegrete, Rio Grande do Sul, 9 de março de 1974), mais conhecido popularmente como Zucco ou Tenente-Coronel Zucco, é um militar e político brasileiro, filiado ao Partido Liberal (PL). É deputado federal pelo Rio Grande do Sul e ex-deputado estadual pelo mesmo estado.

## Biografia
Luciano Lorenzini Zucco nasceu em 9 de março de 1974, em Alegrete, Rio Grande do Sul. Zucco é filho do Capitão do Exército, Valmor Domingos Zucco, e da professora Cleuza Terezinha Lorenzini. 
Estudou no Colégio Militar de Porto Alegre, onde concluiu o Ensino Médio. Ingressou no Exército Brasileiro graduando-se em Ciências Militares pela Academia Militar das Agulhas Negras (AMAN). 

## Política
Nas eleições de 2018 foi candidato a deputado estadual do Rio Grande do Sul pelo Partido Social Liberal (PSL), eleito com 166.747 votos (2,88%), sendo o candidato mais votado. Antes de assumir o mandato, Zucco atuava no Comando Militar do Sul, com sede em Porto Alegre. Após assumir deputado, passou para a reserva.
Em 2022 foi candidato a deputado federal pelo Rio Grande do Sul, desta vez pelo Republicanos. Elegeu-se com 259.023 votos (4,20%), novamente o candidato mais votado do estado.

## Desempenho eleitoral
| Ano  | Eleição                        | Partido      | Cargo             | Votos   | %     | Resultado | Ref   |
| ---- | ------------------------------ | ------------ | ----------------- | ------- | ----- | --------- | ----- |
| 2018 | Estaduais no Rio Grande do Sul | PSL          | Deputado estadual | 166.747 | 2,88% | Eleito    | [ 6 ] |
| 2022 | Estaduais no Rio Grande do Sul | Republicanos | Deputado federal  | 259.023 | 4,20% | Eleito    | [ 7 ] |